# Guragiék
A guragiék (vagy guragék) egy népcsoport Etiópiában. Számuk közel kétmillió. Etiópia népességének 2,5%-át teszik ki, amivel az országban ez a hatodik legnagyobb népcsoport. 

## Lakóhely
Elsősorban a Déli nemzetek, nemzetiségek és népek szövetségi államban legészakabbi részén fekvő Guragie Zónában élnek. A szövetségi államban 7,5%-os arányukkal a negyedik legnagyobb népcsoportot alkotják.
A guragiék Etiópia középső részén, az Awas és a Gibe folyó illetve a Ziway-tó közötti, félig termékeny, félig hegyes területen élnek. Korábban három csoportra oszlottak: északi, keleti és nyugati. Ma csak északi és nyugati csoportot különítünk el, a legnagyobb csoport, a silte (kb. 940 000 fő) néven nevezett keleti ugyanis nem tekinti magát a guragie népcsoport részének. 2000-ben saját közigazgatási terület hoztak létre és a népszámlálásokon sem vallják magukat guragiének.

## Történet
Paul B. Henze történész szerint a guragiék az Akszúmi Királyság utolsó éveiben délre vezetett hadjáratok során telepedtek le mai lakóhelyükre, de katonai jellegű településeik hamarosan elszigetelődtek az északi anyaországtól és egymástól is.

## Nyelv és írás
A guragiék több különböző nyelvet beszélnek, melyek közös tulajdonsága, hogy az etiópiai sémi nyelvek déli ágához tartoznak. Etiópiában ezeket a nyelveket összefoglalóan guraginya néven említik. A nyugati nyelveket összefoglalóan a "hét ház" nyeleinek is nevezik. 
Keleti gurágie nyelvek:
- Szilt'e nyelv (szelti; woláne, ulbare(g), inneqor)
- Zaj nyelv (z(w)aj)

Nyugati gurágie nyelvek:
- Inor nyelv (ennemor, endegen).
- Meszmesz nyelv.
- Meszkan nyelv (mesqan).
- Sebat bet guráge nyelvek (chaha, ezha, gumer, gura, gyeto, muher)

Mivel a guragiéket főleg kusita nyelvcsaládba tartozó nyelvet beszélő népek veszik körül, nyelvüket a többi sémi nyelvnél nagyobb befolyás érte ezek részéről.
Írásuk az etióp geʽez íráson alapul, de attól 44 írásjegyben különbözik

## Vallás
A guragiék kb. fele tartozik az Etióp Ortodox Egyházhoz, kb 40%-uk pedig az iszlámot követi. 

## Életmód
A guragiék életmódja a mezőgazdaságon alapul. Fő termékeik az abesszin banán (ensete ventricosum), a kávé és a katcserje (Catha edulis). Az állattenyésztés alárendelt, elsősorban a taj és a trágya miatt foglalkoznak vele, a húsfogyasztás nagyon alacsony, többnyire csak ünnepekhez kötődik.
Sok guragie foglalkozik kereskedelemmel, mely a többi népcsoport között is tekintélyt szerzett nekik.

## Fordítás
- Ez a szócikk részben vagy egészben  a   Guragie people című angol Wikipédia-szócikk fordításán alapul.  Az eredeti cikk szerkesztőit annak laptörténete sorolja fel. Ez a jelzés csupán a megfogalmazás eredetét és a szerzői jogokat jelzi, nem szolgál a cikkben szereplő információk forrásmegjelöléseként.